# Ravensburg (Naturschutzgebiet)
Die Ravensburg ist ein mit Verordnung vom 1. März 1982 durch das Regierungspräsidium Stuttgart ausgewiesenes Naturschutzgebiet auf dem Gebiet der Gemeinde Sontheim an der Brenz.

## Lage
Das Naturschutzgebiet Ravensburg liegt zwischen dem Sontheimer Ortsteil Bergenweiler und Hermaringen auf einem Bergvorsprung oberhalb der Mündung der Hürbe in die Brenz. An der nordöstlichen Gebietsgrenze verläuft die Brenzbahn. Das Gebiet gehört zum Naturraum Lonetal-Flächenalb.

## Schutzzweck
Wesentlicher Schutzzweck ist laut Schutzgebietsverordnung „Schutzzweck ist die Erhaltung eines markanten Bergvorsprunges als Brutstätte einer besonders bedrohten Vogelart“, womit die Graureiher-Kolonie im Osten des Gebiets gemeint ist.

## Landschaftscharakter
Das Naturschutzgebiet Ravensburg umfasst einen Bergvorsprung, der im Westen und Norden von der Hürbe und im Osten von der Brenz umflossen wird. Die Kuppe liegt auf 470 m ü. NHN und erhebt sich etwa 25 m über die umgebenden Talniederungen. Das Naturschutzgebiet umfasst lediglich den mit einem Laubmischwald bedeckten, bewaldeten Teil der Kuppe. im Gebiet liegen die namensgebenden Überreste der Burgruine Ravensburg.

## Zusammenhängende Schutzgebiete
Das Naturschutzgebiet liegt eingebettet in das Landschaftsschutzgebiet Lone- und Hürbetal und ist Bestandteil des FFH-Gebiets Giengener Alb und Eselsburger Tal.